# Адолф Албин
Адолф Албин е румънски шахматист, известен най-вече с Контрагамбит Албин и с първата шахматна книга издадена на румънски език.

## Живот
Роден е в Букурещ в богато семейство. Неговите предшественици произхождат от Хамбург, установяват се в Житомир (Украйна) през 19 век и по-късно се преместват да живеят в Румъния. След като приключва обучението си във Виена, Албин се завръща в Румъния, където отваря Frothier Printing House в Букурещ. Скоро той установява контакти с д-р Бетел Хенри, барон фон Щроусберг, и започва работа като преводач при известния железопътен магнат с прякор „Кралят на железопътните пътища“. Катастрофалният финансов банкрут на Щроусберг през 1875 г. довежда до завръщането на Албин във Виена, заедно със съпругата му и трите им деца. Румънецът умира на 72 години във виенски санаториум.

## Шахматна кариера
Албин се обръща към шахмата сравнително късно: според Oxford Companion to Chess той се научава на играта през 20-те си години и не участва в международни турнири до 40-те си. Най-добрият му резултат е записан в Ню Йорк (1893), където завършва на второ място зад Емануел Ласкер (приключил участието си с перфектнич резултат 13/13 т.) и пред Джаксън Шоуолтър, Хари Пилсбъри и други. Албин също участва в силните турнири Хейстингс (1895, с резултат 8,5/21 т.) и Нюрнберг (1896, с резултат 7/18 т.). Като цяло турнирните му резултати са неравномерни, въпреки че спечелва индивидуални партии срещу няколко известни играчи, включително срещу световния шампион Вилхелм Щайниц в Ню Йорк (1894) и Нюрнберг (1896). Автор е на първата шахматна книга на румънски Amiculŭ Joculu de Scachu Teoreticu şi Practicu, издадена през 1872 г. в Букурещ.
Албин е епоним на няколко варианта при дебютите, най-известни от които са Контрагамбит Албин в Дамски гамбит (1.d4 d5 2.c4 e5) и Атака Албин във Френска защита (1.e4 e6 2.d4 d5 3.Кс3 Кf6 4.Оg5 Ое7 5.e5 Кfd7 6.h4).